# 日前宮駅
日前宮駅（にちぜんぐうえき）は、和歌山県和歌山市有家にある和歌山電鐵貴志川線の駅である。駅番号は03。
紀伊国の一の宮たる日前宮の最寄り駅である。

## 歴史
- 1916年（大正5年）2月15日：山東軽便鉄道の大橋駅 - 山東駅（現在の伊太祈曽駅）間の開通とともに秋月駅として開業。
- 1922年（大正11年）2月28日：紀勢西線（紀勢本線）東和歌山駅（現在の和歌山駅）の開業に合わせ、同駅 - 当駅間が開業。これに伴い当駅 - 中ノ島駅間が廃止。
- 1929年（昭和4年）11月：社名変更により山東鉄道の駅となる。
- 1931年（昭和6年）4月28日：社名変更により和歌山鉄道の駅となる。
- 1933年（昭和8年）：日前宮駅に改称。
- 1957年（昭和32年）11月1日：和歌山電気軌道との合併により同社鉄道線の駅となる。
- 1961年（昭和36年）11月1日：南海電気鉄道との合併により同社貴志川線の駅となる。
- 2000年（平成12年）10月1日：無人化。
- 2006年（平成18年）4月1日：和歌山電鐵への継承により同社貴志川線の駅となる。

## 駅構造
島式ホーム1面2線を持つ地上駅。かつては小さな木造駅舎を持ち自動券売機も設置されていたが、2000年（平成12年）の無人化に伴い自動券売機は撤去され、やがて駅舎も解体されてしまった。現在は無人駅で、スルッとKANSAI対応のカードは使用できない。ホーム移動用に構内踏切がある。改札外に男女共用のトイレがある。

### のりば
| 番線 | 路線      | 方向 | 行先       |
| ---- | --------- | ---- | ---------- |
| 1    | ■貴志川線 | 下り | 貴志方面   |
| 2    | ■貴志川線 | 上り | 和歌山方面 |

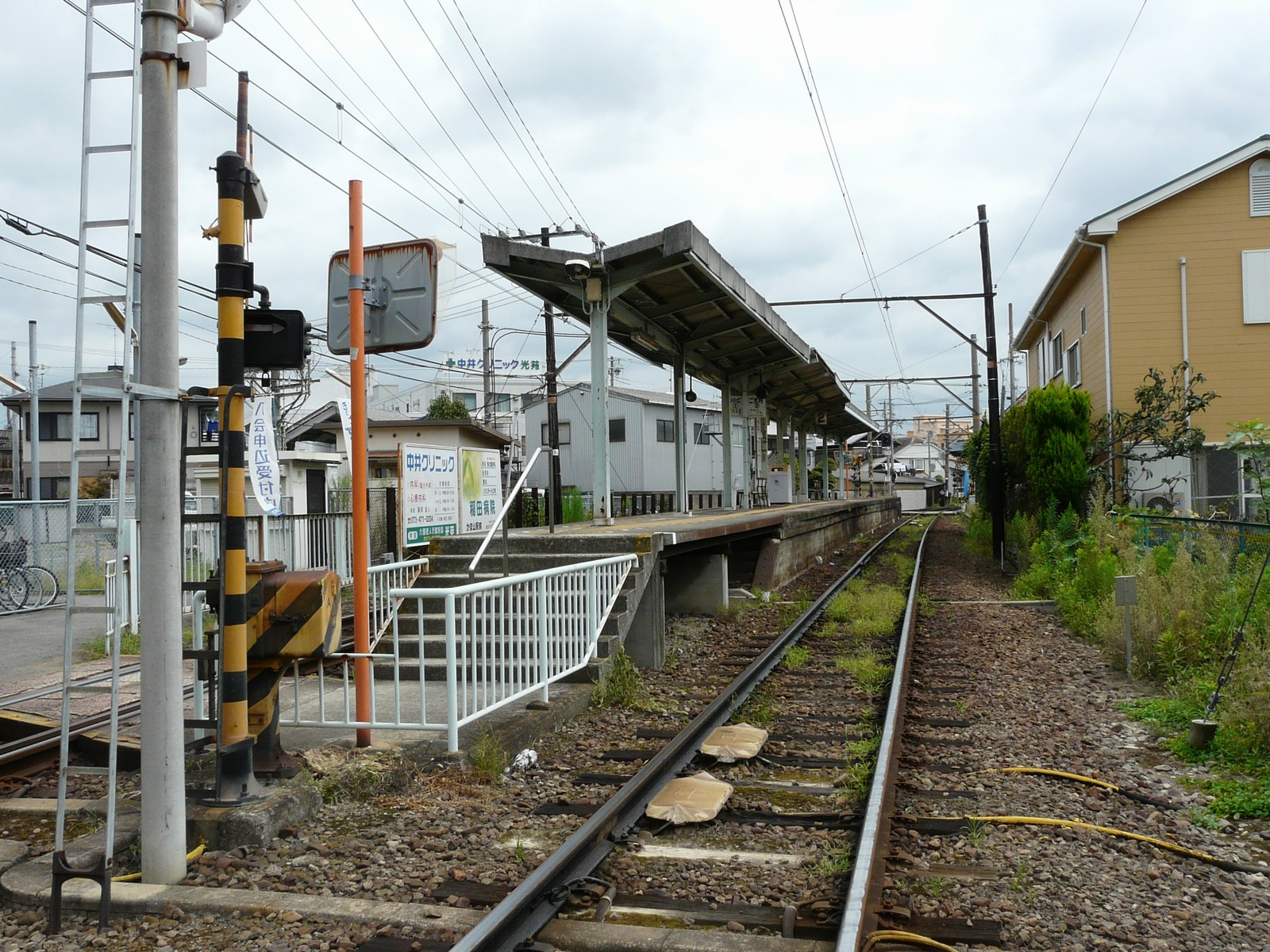
ホーム（2008年7月）
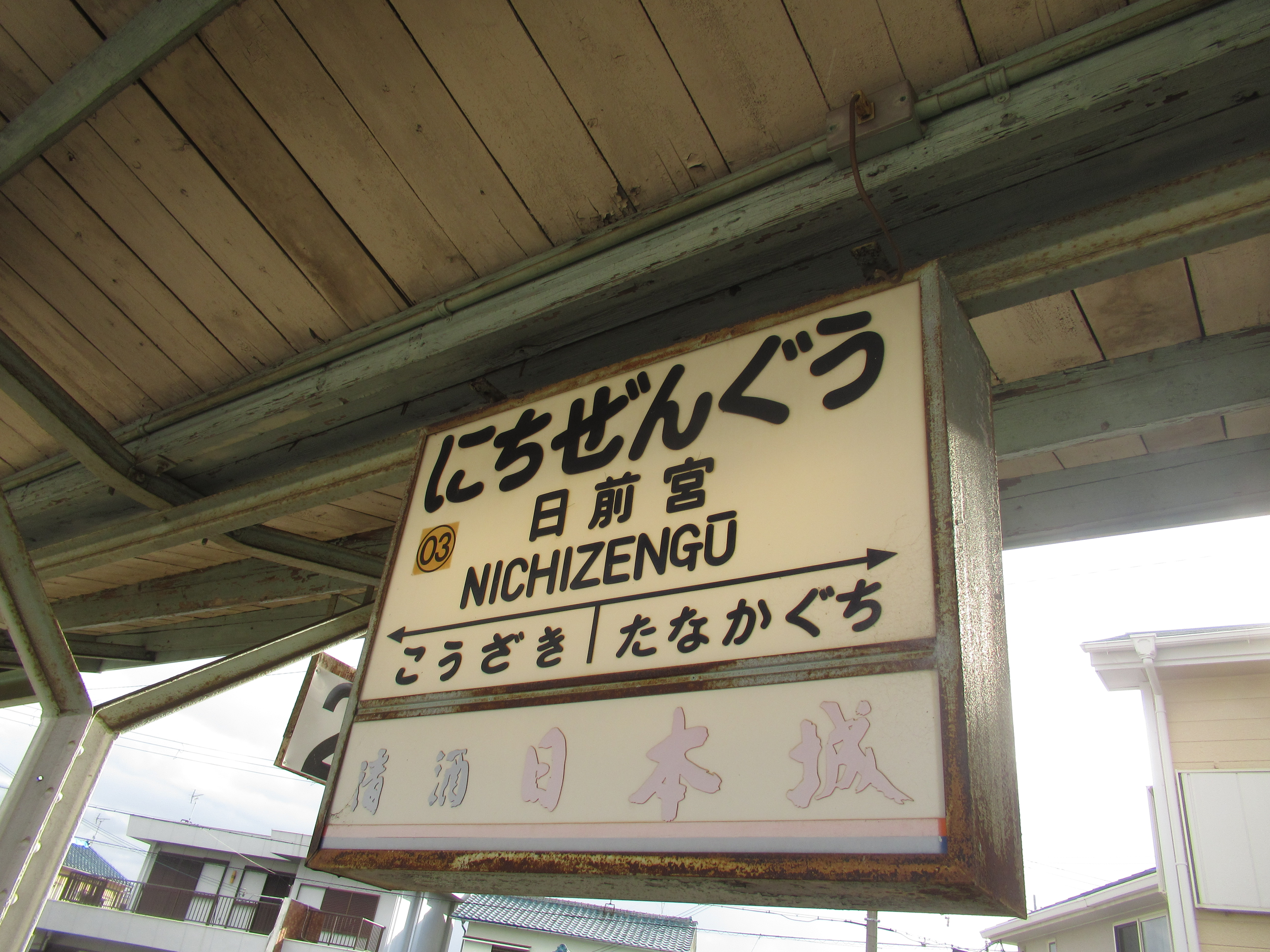
駅名標（2018年12月）

## 利用状況
2020年（令和2年）度の調査結果では、1日平均乗降人員は454人である。
各年度の1日平均乗降人員は下記の通り。
| 年度   | 1日平均 乗降人員 |
| ------ | ---------------- |
| 1980年 | 885              |
| 1985年 | 549              |
| 1990年 | 484              |
| 1995年 | 480              |
| 2000年 | 317              |
| 2001年 | 315              |
| 2002年 | 318              |
| 2003年 | 321              |
| 2004年 | 365              |
| 2005年 | 403              |
| 2006年 | 528              |
| 2007年 | 531              |
| 2008年 | 584              |
| 2009年 | 585              |
| 2010年 | 586              |
| 2011年 | 592              |
| 2012年 | 587              |
| 2013年 | 628              |
| 2014年 | 620              |
| 2015年 | 777              |
| 2016年 | 738              |
| 2017年 | 730              |
| 2018年 | 703              |
| 2019年 | 669              |
| 2020年 | 454              |
| 2021年 | 467              |

## 駅周辺
当駅は、日前宮の最寄り駅である。また当駅の付近には和歌山県の歴史を語る上で重要な遺跡も数多く存在している。
- 日前神宮・國懸神宮

広い境内を入って左側には日前神宮が、右側には国懸神宮があり日前宮とはこの二つの神社の総称。紀伊国の一の宮でもある。当駅の北600 mほどのところにある。
- 秋月遺跡

日前宮を中心としておよそ1 km四方ほどの範囲に広がる遺跡。古くは弥生時代のさまざまな遺物がのこされており、古墳も点在している。当駅の北に広がっている。
- 鳴神貝塚

国の史跡に指定されている貝塚。縄文時代のもので明治28年（1895年）に鳥居龍蔵と直良信夫によって近畿地方で貝塚としては初めて発見された。当駅の北東1 km程のところにある。
- 和歌山県立向陽中学校・高等学校
- 和歌山市立日進中学校
- 和歌山市立宮小学校
- 秋月郵便局
- 花山温泉
- 国道24号
- 阪和自動車道和歌山IC
- 和歌山バス「日前宮前」停留所

## 隣の駅
和歌山電鐵
■貴志川線
田中口駅 (02) - 日前宮駅 (03) - 神前駅 (04)
- （）内は駅番号を示す。